# Oakford (Illinois)
Pour les articles homonymes, voir Oakford.
Oakford est un village du comté de Menard dans l'Illinois, aux États-Unis,. Situé au nord-ouest du comté, il est incorporé le 1er juin 1892.

## Démographie
Lors du recensement de 2010, le village comptait une population de 286 habitants. Elle est estimée, en 2016, à 280 habitants.

### Source de la traduction
- (en) Cet article est partiellement ou en totalité issu de l’article de Wikipédia en anglais intitulé « Oakford, Illinois » (voir la liste des auteurs).